# Diana en haar nimfen maken zich klaar voor de jacht

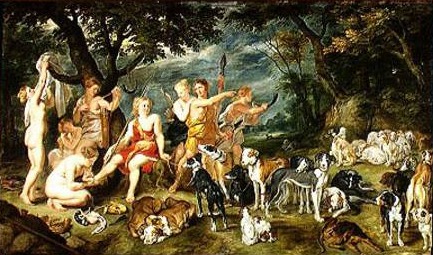
Diana en haar nimfen maken zich klaar voor de jacht

Diana en haar nimfen maken zich klaar voor de jacht (1623-1624) is een olieverfschilderij, geschilderd door Peter Paul Rubens en Jan Brueghel de Oude.
De figuren werden geschilderd door Rubens terwijl het landschap en de dieren van Brueghels hand zijn.
Het werk is op een paneel van 57 x 98 cm vervaardigd en is te bezichtigen in het Musée de la Chasse et de la Nature in Parijs.
Er is al veel discussie gevoerd over de kwaliteit en de herkomst van het schilderij. Het is niet normaal dat Rubens zijn werk signeerde, wat op dit schilderij wel het geval is. Brueghel ondertekende zijn werken wel. Ook is het schilderij geen voorbeeld van de stijl van Rubens. Daarvoor is het te galant en te ruim. De penseeltrekken zijn niet groot en virtuoos, wat kenmerkend is voor Rubens. Toch is het schilderij een voorbeeld van een afgewerkte combinatie tussen Rubens en Brueghel.
Brueghel staat bekend om zijn prachtige schilderijen van landschappen, dieren en bloemen. Voor de figuren werkte hij samen met andere schilders, zoals hier het geval is. Brueghel heeft vaker samengewerkt met Rubens voor deze laatste in 1610 naar Italië vertrok.
De transfiguratie (1604-05) · Portret van de kunstenaar en zijn vrouw in een prieel van kamperfoelie (1609) · Kruisoprichting (1610) · Kruisafneming (1611) · De verrijzenis van Christus (1611-12) · De vier filosofen (1611-1612) · Het verschijnen van de Heilige Geest aan de Heilige Teresa van Avila (1612-14) · De ontdekking van Romulus en Remus (circa 1613) · De Rockoxtriptiek (1613-15) · De onthoofding van de heilige Catharina van Alexandrië (circa 1615) · Kruisafneming (1616-17) · Oude vrouw en jongen met kaarsen (1616-1617) · Medusa (ca. 1617) · Het aardse paradijs met de zondeval van Adam en Eva (ca. 1617) · De verloren zoon (1618) · De heilige Maria Magdalena in extase (1619-20)· De drie gratiën (1620-23) · Diana en haar nimfen maken zich klaar voor de jacht (1623-24) · Bekering van de H. Bavo (1623-24) · Heilige Rochus door Christus aangesteld tot patroon van de pestlijders (1623-26) · Aanbidding der Koningen (1624) · Portret van Matthaeus Yrsselius (circa 1624) · Tenhemelopneming van Maria (1625-26) · Portret van Anna van Oostenrijk (1625-26) · Angelica en de kluizenaar (1626-28) · De ontvoering van Europa (1628-29) · Laatste Avondmaal (1631-32) · Franciscus van Assisi ontvangt de stigmata (1633) · De roof van de Sabijnse maagden (1634-36) · Dans van dorpelingen en mythische figuren (1635) · Herfstlandschap met uitzicht op het Steen (1636) · De hond van Hercules ontdekt het purper (ca. 1636) · Saturnus verslindt een zoon (ca. 1636-37) · Het pelsken (ca. 1636-38)